# U-17-Fußball-Europameisterschaft der Frauen 2022
Die U-17-Fußball-Europameisterschaft der Frauen 2022 (offiziell 2022 UEFA Women’s Under-17 Championship) war die 13. Ausspielung dieses Wettbewerbs für Fußballspielerinnen unter 17 Jahren (Stichtag: 1. Januar 2005) und fand vom 3. bis 15. Mai 2022 in Bosnien und Herzegowina statt.
Das Turnier wurde am 24. September 2019 an Bosnien und Herzegowina vergeben. Es war das erste UEFA-Turnier in dem Land sowie die erste Teilnahme an einem Endrundenturnier der Frauen für ein Team aus Bosnien und Herzegowina.
Die Endrunde fand zum siebten Mal mit acht Mannschaften statt, welche zunächst in zwei Gruppen zu je vier Mannschaften und danach im K.-o.-System gegeneinander antreten. Titelverteidiger war Deutschland, das die letzte Austragung 2019 vor der COVID-19-Pandemie, der zwei Austragungen zum Opfer fielen, gewann und den Titel im Finale gegen Spanien verteidigen konnte. Die Finalisten sowie der Sieger des Play-off-Spiels zwischen den unterlegenen Halbfinalisten qualifizierten sich für die U-17-Weltmeisterschaft in Indien, die dort statt der coronabedingten Absage der U-17-Fußball-Weltmeisterschaft der Frauen 2021 stattfindet.
Deutschland musste sich als Titelverteidiger erneut qualifizieren und setzte sich in der Qualifikation bei einem Turnier im März 2022 im Kosovo mit drei Siegen und 9:3 Toren gegen die Gastgeberinnen, Österreich und Slowenien durch. Die Schweiz konnte sich nicht qualifizieren und spielte in Liga B in Gruppe 5 bei einem Turnier in Litauen um den Aufstieg in Liga A. Die Eidgenossinnen konnten gegen die Gastgeberinnen (3:0) und Kasachstan (12:0) gewinnen. Österreich gewann zwar gegen Slowenien (4:0) und den Kosovo (6:0), verpasste aber durch die 2:3-Niederlage gegen Deutschland nach 2:0-Führung und in Überzahl durch drei Gegentore innerhalb von vier Minuten die Endrunde.

## Qualifikation
49 der 55 Mitgliedsländer der UEFA meldeten für die Qualifikation, die angelehnt an die UEFA Nations League erstmals in einem neuen Liga-Format ausgetragen wurde. Die 49 Mannschaften wurden anhand der Koeffizientenrangliste auf zwei Ligen A und B aufgeteilt. In jeder Liga spielten vier Mannschaften jeweils ein Miniturnier aus. Die letztplatzierten Mannschaften der Liga A stiegen ab und spielten in der 2. Runde in Liga B, die Sieger der Gruppe B sowie der beste Gruppenzweite stiegen auf und spielten in der 2. Runde in Liga A, die die bisherige Eliterunde ersetzte. Die sieben Gruppensieger der A-Liga qualifizierten sich für die Endrunde in Bosnien und Herzegowina.

### Erste Qualifikationsrunde
In der ersten Qualifikationsrunde wurden die 49 teilnehmenden Mannschaften auf insgesamt sieben Gruppen zu je vier Mannschaften in Liga A (Gruppen A1 bis A7) und sechs Gruppen zu dreimal vier und dreimal drei Mannschaften in Liga B (B1 bis B6) aufgeteilt, basierend auf dem UEFA-Koeffizienten. Bosnien und Herzegowina war als Gastgeber zwar automatisch für die Endrunde qualifiziert, nahm aber dennoch am Qualifikationsturnier teil. Die Auslosung der Gruppen fand am 11. März 2021 im schweizerischen Nyon statt. Die Miniturniere wurden jeweils im Land eines der vier Gruppenteilnehmer zwischen dem 23. September und 14. November 2021 ausgetragen.
Die Auslosung ergab folgende Gruppen:

#### Liga A
| Pos. | Gruppe A1  | Gruppe A2                  | Gruppe A3  | Gruppe A4               | Gruppe A5 | Gruppe A6      | Gruppe A7  |
| ---- | ---------- | -------------------------- | ---------- | ----------------------- | --------- | -------------- | ---------- |
| 1.   | Irland     | Niederlande G              | Schweden G | Deutschland             | Polen G   | Dänemark       | Spanien    |
| 2.   | Norwegen G | Tschechien                 | Frankreich | Portugal G              | Russland  | Österreich     | Island     |
| 3.   | Ungarn     | Slowenien                  | Italien    | Finnland                | England   | Griechenland G | Serbien G  |
| 4.   | Bulgarien  | Schottland (zurückgezogen) | Wales      | Bosnien und Herzegowina | Belgien   | Schweiz        | Nordirland |

#### Liga B
| Pos. | Gruppe B1   | Gruppe B2  | Gruppe B3      | Gruppe B4  | Gruppe B5 | Gruppe B6     |
| ---- | ----------- | ---------- | -------------- | ---------- | --------- | ------------- |
| 1.   | Kosovo      | Kroatien G | Ukraine        | Slowakei G | Rumänien  | Montenegro    |
| 2.   | Belarus     | Litauen    | Estland G      | Israel     | Türkei G  | Aserbaidschan |
| 3.   | Luxemburg G | Kasachstan | Nordmazedonien | Färöer     | Lettland  | Albanien G    |
| 4.   | Georgien    | Armenien   | Moldau         |            |           |               |

### Zweite Qualifikationsrunde
In der zweiten Qualifikationsrunde wurden die 49 teilnehmenden Mannschaften auf die gleichen Gruppen in den Ligen A und B aufgeteilt, diesmal jedoch basierend auf den Abschlusstabellen der ersten Qualifikationsrunde. Die drei erstplatzierten Mannschaften aus den A-Ligen verblieben in Liga A, die letztplatzierten Mannschaften stiegen in Liga B ab. Die bestplatzierten Mannschaften sowie der beste Gruppenzweite aus Liga B stiegen in Liga A auf. Die sieben Gruppensieger der A-Liga qualifizierten sich für die Endrunde in Bosnien und Herzegowina.
Die Auslosung der Gruppen fand am 9. Dezember 2021 im schweizerischen Nyon statt. Die Miniturniere wurden jeweils im Land eines der vier Gruppenteilnehmer zwischen dem 8. März und 13. April 2022 ausgetragen.
Die Auslosung ergab folgende Gruppen:

#### Liga A
| Pos. | Gruppe A1 | Gruppe A2                 | Gruppe A3  | Gruppe A4                 | Gruppe A5   | Gruppe A6  | Gruppe A7   |
| ---- | --------- | ------------------------- | ---------- | ------------------------- | ----------- | ---------- | ----------- |
| 1.   | Finnland  | Spanien                   | Norwegen G | Dänemark G                | Deutschland | Frankreich | Niederlande |
| 2.   | Island    | Ungarn G                  | Serbien    | Griechenland              | Österreich  | England    | Portugal G  |
| 3.   | Irland G  | Tschechien                | Schweden   | Belarus (zurückgezogen) 1 | Slowenien   | Polen G    | Italien     |
| 4.   | Slowakei  | Ukraine (zurückgezogen) 1 | Rumänien   | Russland (suspendiert) 2  | Kosovo G    | Kroatien   | Montenegro  |

#### Liga B
| Pos. | Gruppe B1  | Gruppe B2               | Gruppe B3      | Gruppe B4   | Gruppe B5  | Gruppe B6               |
| ---- | ---------- | ----------------------- | -------------- | ----------- | ---------- | ----------------------- |
| 1.   | Nordirland | Türkei                  | Schottland     | Estland     | Schweiz    | Belgien                 |
| 2.   | Israel G   | Lettland                | Albanien G     | Bulgarien G | Litauen G  | Bosnien und Herzegowina |
| 3.   | Luxemburg  | Armenien G              | Nordmazedonien | Georgien    | Kasachstan | Moldau                  |
| 4.   | Färöer     | Wales (zurückgezogen) 3 | Aserbaidschan  |             |            |                         |

Beste Torschützinnen der Qualifikation waren die Niederländerin Hanna Huizenga und die nicht für die Endrunde qualifizierte Österreicherin Valentina Mädl mit je 9 Toren.

## Endrunde

### Spielorte
Das Turnier fand an den vier Spielorten Sarajevo, Zenica, Široki Brijeg und Mostar in der Oblast Dobritsch statt.
| Stadt         | Stadion                | Kapazität     |
| ------------- | ---------------------- | ------------- |
| Sarajevo      | Stadion Grbavica       | 16.100 Plätze |
| Zenica        | Stadion TC FFBIH       | 3.100 Plätze  |
| Široki Brijeg | Pecara-Stadion         | 9.093 Plätze  |
| Mostar        | Gradski Stadion Mostar | 5.000 Plätze  |

### Auslosung
Die Auslosung der Gruppen fand am 13. April 2022 in der bosnisch-herzegowinischen Hauptstadt Sarajevo statt. Die acht teilnehmenden Mannschaften wurden auf zwei Gruppen mit je vier Mannschaften aufgeteilt, wobei Gastgeber Bosnien und Herzegowina als Kopf der Gruppe A gesetzt war. Der Spielplan wurde am 14. April veröffentlicht.

### Vorrunde

#### Modus
Jede Mannschaft spielt gegen jede andere Mannschaft ihrer Gruppe einmal. Ein Sieg ergibt drei Punkte, ein Unentschieden einen Punkt und eine Niederlage null Punkte.
Bei zwei oder mehr Mannschaften derselben Gruppe mit der gleichen Anzahl Punkte nach Abschluss der Gruppenspiele, wird die Platzierung nach folgenden Kriterien in dieser Reihenfolge ermittelt:
a. höhere Punktzahl aus den Direktbegegnungen der betreffenden Mannschaften;
b. bessere Tordifferenz aus den Direktbegegnungen der betreffenden Mannschaften;
c. größere Anzahl erzielter Tore aus den Direktbegegnungen der betreffenden Mannschaften;
d. wenn nach der Anwendung der Kriterien a) bis c) immer noch mehrere Mannschaften denselben Platz belegten, werden die Kriterien a) bis c) erneut angewendet, jedoch ausschließlich auf die Direktbegegnungen der betreffenden Mannschaften, um deren definitive Platzierung zu bestimmen. Führt dieses Vorgehen keine Entscheidung herbei, werden die Kriterien e) bis h) angewendet;
e. bessere Tordifferenz aus allen Gruppenspielen;
f. größere Anzahl erzielter Tore aus allen Gruppenspielen;
g. geringere Gesamtzahl an Strafpunkten auf der Grundlage der in allen Gruppenspielen erhaltenen gelben und roten Karten (rote Karte = 3 Punkte, gelbe Karte = 1 Punkt, Platzverweis nach zwei gelben Karten in einem Spiel = 3 Punkte);
h. bessere Platzierung in der jeweiligen Ligatabelle nach Abschluss der zweiten Runde
Wenn zwei Mannschaften im letzten Gruppenspiel aufeinander treffen, die dieselbe Anzahl Punkte sowie die gleiche Tordifferenz und gleiche Anzahl Tore haben, und das betreffende Spiel unentschieden endet, wird die endgültige Platzierung der beiden Mannschaften durch Elfmeterschießen ermittelt, vorausgesetzt, dass keine andere Mannschaft derselben Gruppe nach Abschluss aller Gruppenspiele dieselbe Anzahl Punkte aufweist. Haben mehr als zwei Mannschaften dieselbe Anzahl Punkte, kommen die oberen Kriterien zur Anwendung.

#### Gruppe A
| Pl. | Land                    | Sp. | S | U | N | Tore    | Diff. | Punkte |
| --- | ----------------------- | --- | - | - | - | ------- | ----- | ------ |
| 1.  | Deutschland             | 3   | 3 | 0 | 0 | 006:000 | +6    | 09     |
| 2.  | Niederlande             | 3   | 1 | 1 | 1 | 009:300 | +6    | 04     |
| 3.  | Dänemark                | 3   | 1 | 1 | 1 | 007:300 | +4    | 04     |
| 4.  | Bosnien und Herzegowina | 3   | 0 | 0 | 3 | 000:160 | −16   | 0      |

|                                                |   |                         |           |
| Dienstag, 3. Mai 2022 um 14:00 Uhr in Zenica   |   |                         |           |
| Dänemark                                       | – | Deutschland             | 0:2 (0:2) |
| Dienstag, 3. Mai 2022 um 20:00 Uhr in Sarajevo |   |                         |           |
| Bosnien und Herzegowina                        | – | Niederlande             | 0:8 (0:4) |
| Freitag, 6. Mai 2022 um 14:00 Uhr in Zenica    |   |                         |           |
| Bosnien und Herzegowina                        | – | Dänemark                | 0:6 (0:2) |
| Freitag, 6. Mai 2022 um 20:00 Uhr in Sarajevo  |   |                         |           |
| Deutschland                                    | – | Niederlande             | 2:0 (0:0) |
| Montag, 9. Mai 2022 um 14:00 Uhr in Sarajevo   |   |                         |           |
| Deutschland                                    | – | Bosnien und Herzegowina | 2:0 (0:0) |
| Montag, 9. Mai 2022 um 14:00 Uhr in Zenica     |   |                         |           |
| Niederlande                                    | – | Dänemark                | 1:1 (0:1) |

#### Gruppe B
| Pl. | Land       | Sp. | S | U | N | Tore    | Diff. | Punkte |
| --- | ---------- | --- | - | - | - | ------- | ----- | ------ |
| 1.  | Spanien    | 3   | 3 | 0 | 0 | 011:000 | +11   | 09     |
| 2.  | Frankreich | 3   | 2 | 0 | 1 | 003:300 | ±0    | 06     |
| 3.  | Finnland   | 3   | 1 | 0 | 2 | 002:700 | −5    | 03     |
| 4.  | Norwegen   | 3   | 0 | 0 | 3 | 001:700 | −6    | 0      |

|                                                     |   |            |           |
| Dienstag, 3. Mai 2022 um 17:30 Uhr in Široki Brijeg |   |            |           |
| Frankreich                                          | – | Finnland   | 2:0 (1:0) |
| Dienstag, 3. Mai 2022 um 20:00 Uhr in Mostar        |   |            |           |
| Norwegen                                            | – | Spanien    | 0:4 (0:1) |
| Freitag, 6. Mai 2022 um 17:30 Uhr in Široki Brijeg  |   |            |           |
| Spanien                                             | – | Finnland   | 4:0 (2:0) |
| Freitag, 6. Mai 2022 um 20:00 Uhr in Mostar         |   |            |           |
| Frankreich                                          | – | Norwegen   | 1:0 (0:0) |
| Montag, 9. Mai 2022 um 20:00 Uhr in Široki Brijeg   |   |            |           |
| Spanien                                             | – | Frankreich | 3:0 (2:0) |
| Montag, 9. Mai 2022 um 20:00 Uhr in Mostar          |   |            |           |
| Finnland                                            | – | Norwegen   | 2:1 (1:0) |

### Finalrunde

#### Halbfinale
|                                                   |   |             |           |
| Donnerstag, 12. Mai 2022 um 14:00 Uhr in Zenica   |   |             |           |
| Deutschland                                       | – | Frankreich  | 1:0 (1:0) |
| Donnerstag, 12. Mai 2022 um 20:00 Uhr in Sarajevo |   |             |           |
| Spanien                                           | – | Niederlande | 3:0 (1:0) |

#### WM-Play-off-Spiel
|                                              |   |             |           |
| Sonntag, 15. Mai 2022 um 14:00 Uhr in Zenica |   |             |           |
| Frankreich                                   | – | Niederlande | 2:0 (2:0) |

#### Finale
| Deutschland                                              | Deutschland | Spanien | Spanien |
| -------------------------------------------------------- | --- | --- | ------- |
| Deutschland                                              | \| Finale \| \| 15. Mai 2022 um 20:00 Uhr in Sarajevo (Stadion Grbavica) \| \| Ergebnis: 2:2 (1:1); 3:2 i. E. \| \| Schiedsrichterin: Michèle Schmölzer ( Schweiz) \| \| Spielbericht \|                                                                            | \| Finale \| \| 15. Mai 2022 um 20:00 Uhr in Sarajevo (Stadion Grbavica) \| \| Ergebnis: 2:2 (1:1); 3:2 i. E. \| \| Schiedsrichterin: Michèle Schmölzer ( Schweiz) \| \| Spielbericht \|                                                                 | Spanien |
| Deutschland                                              | Eve Boettcher • Laura Gloning, Annaleen Böhler, Jella Veit , Lily Reimöller (83. Melina Krüger) • Mathilde Janzen (43. Paulina Bartz), Paulina Platner, Alara Şehitler • Svea Stoldt, Marie Steiner (62. Loreen Bender), Mara Alber Cheftrainerin: Friederike Kromp | Sofía Fuente • Sara Ortega, Marina Artero , Sandra Villafañe, Judit Pujols • Olaya Enrique, Nina Pou, Marina Rivas (46. Raquel Íñigo) • Victoria López • Paula Partido (60. Lucía Corrales), Jone Amezaga (46. Carla Camacho) Cheftrainer: Kenio Gonzalo | Spanien |
| Deutschland                                              | 1:0 Stoldt (15.) 2:2 Alber (88.) | 1:1 Artero (28.) 1:2 Camacho (63.) | Spanien |
| Deutschland                                              | Elfmeterschießen | | Spanien |
| Deutschland                                              | Veit Bender Şehitler Gloning | Enrique Pou (gehalten von Boettcher) Íñigo (gehalten von Boettcher) Pujols López (gehalten von Boettcher) | Spanien |
| Deutschland                                              | Alber | | Spanien |
| Finale                                                   | | |         |
| 15. Mai 2022 um 20:00 Uhr in Sarajevo (Stadion Grbavica) | | |         |
| Ergebnis: 2:2 (1:1); 3:2 i. E.                           | | |         |
| Schiedsrichterin: Michèle Schmölzer ( Schweiz)           | | |         |
| Spielbericht                                             | | |         |

## Schiedsrichterinnen
Hauptschiedsrichterinnen:
- Michalina Diakow
- Teresa Oliveira
- Lovisa Johansson
- Michèle Schmölzer
- Gamze Durmuş Pakkan
- Réka Molnár

Schiedsrichterassistentinnen:
- Melissa Burgin
- Gordana Katušić
- Victoria Finlay
- Amina Gutschi
- Daniela Constantinescu
- Vikki Michelle Allan
- Zuzana Špindlerová
- Oleksandra Vdovina

Vierte Offizielle:
- Merima Čelik
- Tanja Račić

## Beste Torschützinnen
Nachfolgend aufgelistet sind die besten Torschützinnen der Endrunde.
| Rang | Spieler              | Tore |
| ---- | -------------------- | ---- |
| 1    | Alma Aagaard         | 3    |
| 1    | Mara Alber           | 3    |
| 1    | Fieke Kroese         | 3    |
| 1    | Carla Camacho        | 3    |
| 5    | Emilía Ásgeirsdóttir | 2    |
| 5    | Paulina Platner      | 2    |
| 5    | Svea Stoldt          | 2    |
| 5    | Lucie Calba          | 2    |
| 5    | Lotte Keukelaar      | 2    |
| 5    | Jone Amezaga         | 2    |
| 5    | Lucía Corrales       | 2    |
| 5    | Nina Pou             | 2    |
| 13   | 19 Spielerinnen      | 1    |

Eigentore:   Ajla Balić,  Danique Tolhoek
- Kursiv gesetzte Spielerinnen sind nach der Vorrunde ausgeschieden.